# Pancrudo
Pancrudo ist ein Ort und eine Gemeinde (municipio) mit 113 Einwohnern (Stand: 2024) im Zentrum der Provinz Teruel in der Autonomen Region Aragonien im östlichen Zentralspanien. Neben dem Hauptort Pancrudo gehören die Ortschaften und Weiler Cervera del Rincón, Cuevas de Portalrubio und Portalrubio zur Gemeinde.

## Lage und Klima
Pancrudo liegt im Süden des Iberischen Gebirges etwa 48 Kilometer (Fahrtstrecke) nordnordöstlich der Stadt Teruel in einer Höhe von ca. 1235 m. Das Klima ist gemäßigt bis warm; Regen (ca. 486 mm/Jahr) fällt übers Jahr verteilt.

## Bevölkerungsentwicklung
| Jahr      | 1970 | 1981 | 1991 | 2001 | 2011 | 2021 |
| Einwohner | 403  | 305  | 228  | 157  | 132  | 119  |

Die Mechanisierung der Landwirtschaft sowie die Aufgabe bäuerlicher Kleinbetriebe und der daraus resultierende Verlust an Arbeitsplätzen haben in der zweiten Hälfte des 20. Jahrhunderts zu einem deutlichen Bevölkerungsrückgang (Landflucht) geführt.

## Sehenswürdigkeiten
- Kirche Mariä Himmelfahrt (Iglesia de Nuestra Señora de la Asunción)
- Martinskirche in Portalrubio
- Kirche von Cervera del Rincón
- Marienkapelle

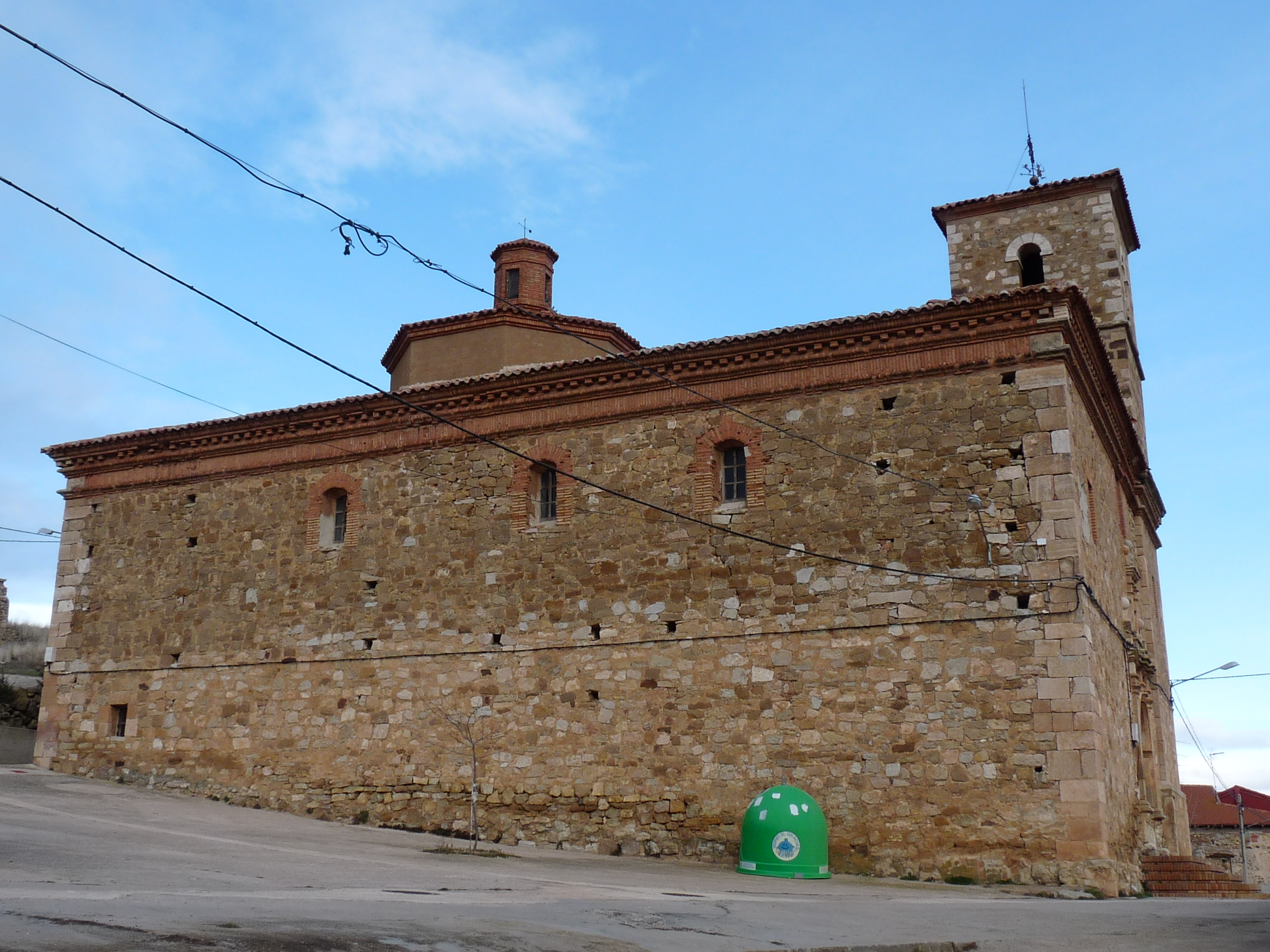
Martinskirche
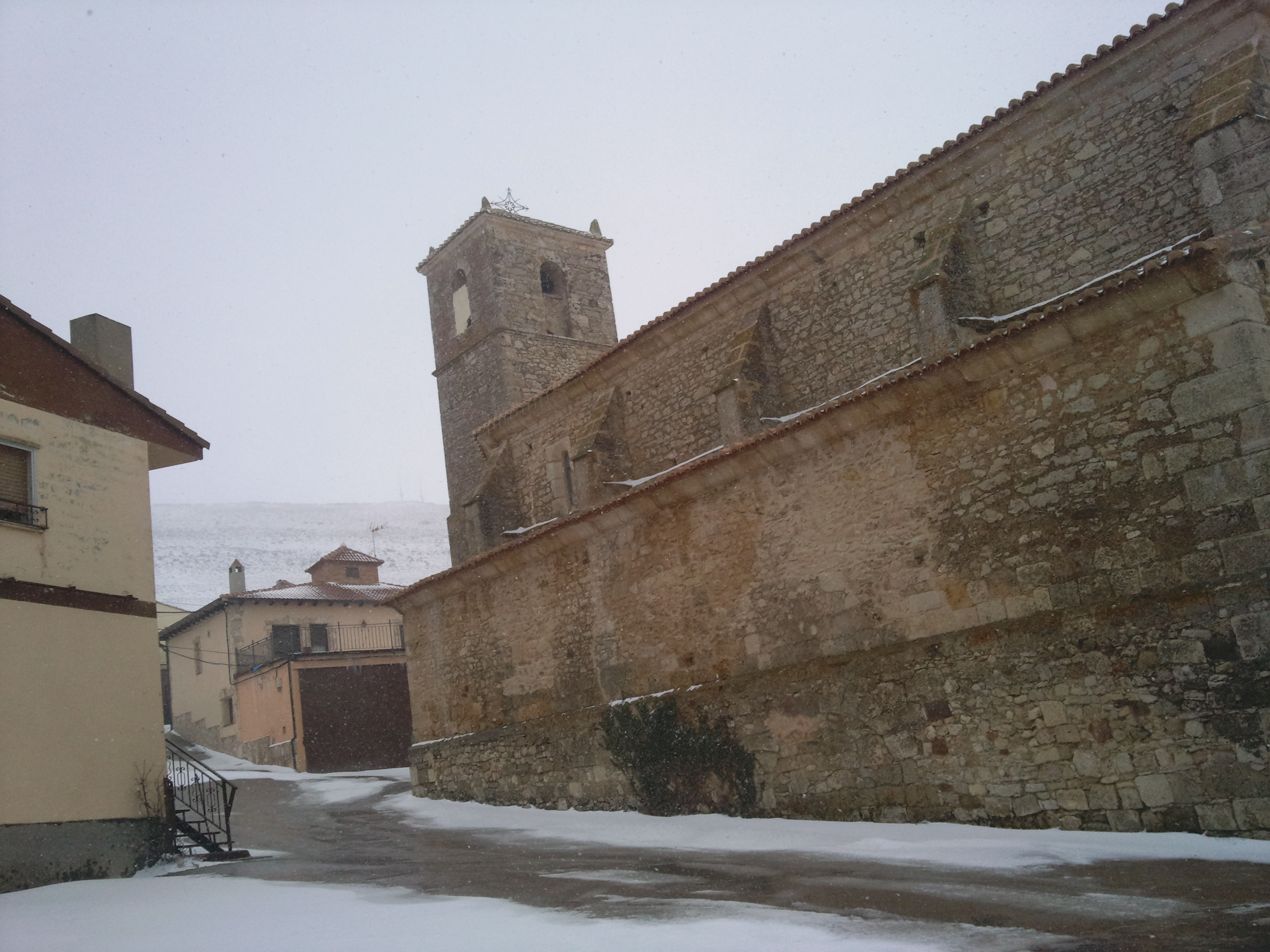
Kirche von Cervera del Rincón
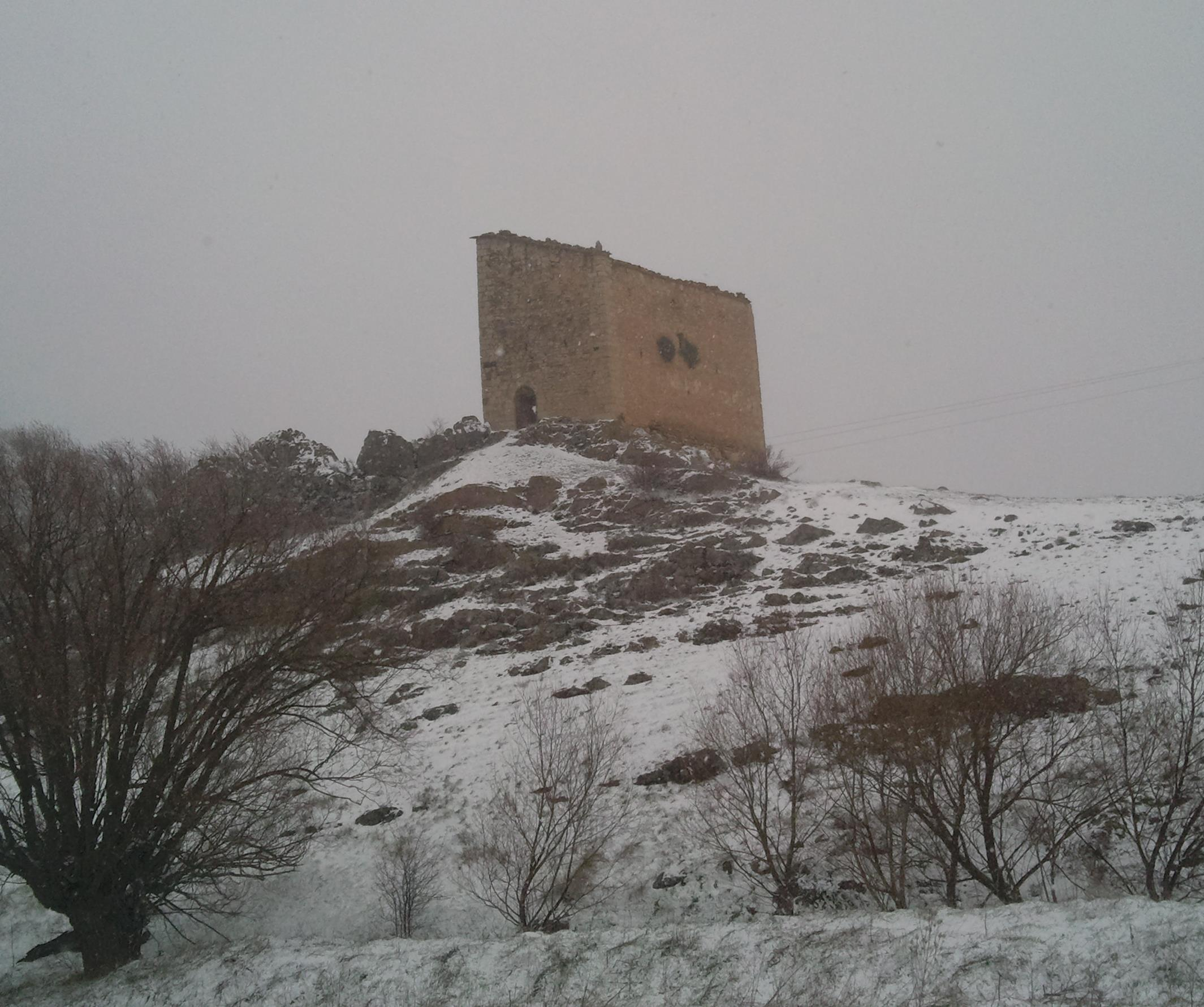
Marienkapelle